# Dèmoni 2... L'Incubo Ritorna
Dèmoni 2... L'Incubo Ritorna (Engels: Demons 2: The Nightmare Is Back) is een Italiaanse horrorfilm uit 1986. De film is geregisseerd door Lamberto Bava en geproduceerd en medegeschreven door Dario Argento.
De film is het officiële vervolg op de eerste Demons-film.

## Synopsis
In een modern appartementencomplex in Hamburg is een vrolijk verjaardagsfeest aan de gang van de jarige Sally, maar het kwaad ligt op de loer. 
Op televisie wordt er een documentaire uitgezonden die de gebeurtenissen uit de vorige film weerlegt en wederom weten de demonen de werkelijkheid binnen te treden.
Demonen komen uit het tv-scherm om de bewoners van het gebouw aan te vallen, te mishandelen en af te maken. Sally is de eerste die in een monster verandert en druppels bloed uit haar lichaam dringen door de vloer en maken de stroomtoevoer van de wolkenkrabber onklaar. De mensen zitten in de val en de demonen hebben vrij spel. 

## Rolverdeling
| Acteur                   | Personage                                |
| ------------------------ | ---------------------------------------- |
| David Edwin Knight       | George (als David Knight)                |
| Nancy Brilli             | Hannah                                   |
| Coralina Cataldi Tassoni | Sally Day                                |
| Bobby Rhodes             | Hank, de fitnessinstructeur              |
| Asia Argento             | Ingrid Haller                            |
| Anita Bartolucci         | Buurvrouw met hond                       |
| Antonio Cantafora        | Mr. Haller                               |
| Luisa Passega            | Helga Haller                             |
| Marco Vivio              | Tommy                                    |
| Davide Marotta           | Demonische Tommy                         |
| Lino Salemme             | Nachtwaker appartementencomplex          |
| Angela Frondaroli        | Susan, bodybuilder                       |
| Caroline Christina Lund  | Jennifer, bodybuilder                    |
| Lorenzo Gioielli         | Jake                                     |
| Maria Chiara Sasso       | Ulla, feestganger met camera             |
| Dario Casalini           | Danny, Ulla's vriend                     |
| Andrea Garinei           | Feestganger wachtend op Jacob            |
| Bruno Bilotta            | Jacob                                    |
| Pascal Persiano          | Joe (tv-documentaire)                    |
| Robert Chilcott          | Bob (tv-documentaire)                    |
| Eliana Hoppe             | Pam, meisje met camera (tv-documentaire) |
| Pasquele Valente         | Tommy's vader                            |
| Kim Rhone                | Tommy's moeder                           |
| Annalie Harrison         | Sally's moeder                           |
| Lamberto Bava            | Sally's vader (onvermeld)                |

## Trivia
- Filmdebuut van Asia Argento.
- De scène waar een demon uit de televisie komt is een hommage aan een vergelijkbare scene uit de horrorfilm Videodrome van David Cronenberg.